# Quinzanello
Quinzanello (Quinsanèl in dialetto bresciano) è una frazione del comune di Dello, comune autonomo fino al 1928.

## Storia
Secondo il censimento compiuto da Da Lezze nel 1610 presso Quinzanello era presente un mulino a due ruote di proprietà dei cittadini.
Tra le famiglie nobili presenti nel paese vi erano i Ducco, i Fisogni ed i Fenaroli.

## Monumenti e luoghi d'interesse
- Chiesa di San Lorenzo Martire
- Santuario Madonna della Spiga
- Castello (XV sec.) proprietà dell’antica famiglia nobiliare Ducco
- Cascina Bosco
- Cascina Fenile Colombare
- Cascina Roncassi